# Ферантијев ефекат
Ферантијев ефекат представља повишење напона на крајевима врло дугачког преносног вода у односу на напон на почетку вода, који се јавља када је вод под напоном, али је на његовим крајевима је врло мало оптерећење или је вод отворен.
Ефекат настаје због паразитних индуктивности и капацитивности дуж вода, тј. генерисања реактивне снаге. Ферантијев ефекат ће бити израженији што је вод дужи и што је употребљен виши напон. Релативни пораст напона је сразмеран квадрату дужине вода. Такође, ефекат је израженијих код подземних каблова, због велики капацитивности, чак и при малим дужинама.
Овај ефекат је први пут приметио Себастијан Зијани де Феранти 1887. године приликом изграддње кабловске дистрибутивне мреже напона 10.000 V.
Ферантијев ефекат
Ако се вод представи Π-шемом, струја кроз индуктивност и десну половину капацитивности вода износи:
{\displaystyle I={\frac {U_{1}}{j\omega L-j{\frac {2}{\omega C}}}}=-j{\frac {\omega C}{\omega ^{2}LC-2}}U_{1}}
па је напон на крају вода једнак
{\displaystyle U_{2}=(-j{\frac {2}{\omega C}})(-j{\frac {\omega C}{\omega ^{2}LC-2}}U_{1})={\frac {2}{2-\omega ^{2}LC}}U_{1}}
одакле следи
{\displaystyle {\frac {|U_{2}|}{|U_{1}|}}={\frac {2}{2-\omega ^{2}LC}}}
Позитивни број {\displaystyle \omega ^{2}LC} за водове врло високих напона износи и до 0,1 (нпр за вод напона 400 kV дугачак неколико стотина метара). Зато се у пракси водови са израженим Ферантијевим ефектом никада не остављају у празном ходу.